# Табатский сельсовет
Табатский сельсовет — сельское поселение в Бейском районе Хакасии.
Административный центр — село Табат.

## История
Статус и границы сельского поселения установлены Законом Республики Хакасия от 7 октября 2004 года № 60 «Об утверждении границ муниципальных образований Бейского района и наделении их соответственно статусом муниципального района, сельского поселения»

## Население
| 2002  | 2010  | 2012  | 2013  | 2014  | 2015  | 2016  |
| ----- | ----- | ----- | ----- | ----- | ----- | ----- |
| 2475  | ↘2249 | ↗2282 | →2282 | ↘2267 | ↘2192 | ↘2172 |
| 2017  | 2018  | 2019  | 2020  | 2021  |       |       |
| ↘2127 | ↘2065 | ↘2053 | ↘2043 | ↗2263 |       |       |

## Состав сельского поселения
В состав сельского поселения входят 3 населённых пункта:
| № | Населённый пункт | Тип населённого пункта       | Население |
| - | ---------------- | ---------------------------- | --------- |
| 1 | Будёновка        | деревня                      | ↗462      |
| 2 | Табат            | село, административный центр | ↘1534     |
| 3 | Усть-Киндирла    | деревня                      | ↘253      |

## Местное самоуправление
Администрация
с. Табат, Ленина, 118
Глава администрации
- Третьяков Владимир Павлович